# 18636 Villedepompey
18636 Villedepompey este o planetă minoră (asteroid), cu un diametru de 5,107 km, din centura de asteroizi. A fost descoperită pe 2 martie 1998 la observatoire de la Côte d'Azur⁠(d) de OCA-DLR Asteroid Survey⁠(d) și a fost numită după Pompey⁠(d). 
Obiectul prezintă o orbită caracterizată de o semiaxă mare de 2,9150516 UAi, o excentricitate de 0,05, o înclinație de 2,57293 ° în raport cu ecliptica.